# Arvid Joachim Taube
Arvid Joachim Taube, född 26 augusti 1777 i Jorois socken i Norra Savolax, död 28 mars 1829 i Nederkalix socken, var en svensk militär. Han var farfars far till Evert Taube.
Efter tjänstgöring vid Savolax fältjägarregemente avlade Taube officersexamen 1805, blev sekundlöjtnant 1807, kapten i armén och vid Västerbottens regemente 1810 samt fick majors avsked 1828. Taube var chef för Kalix kompani 1817–1828. Han blev riddare av Svärdsorden och tilldelades även guldmedalj för tapperhet i fält. I strid deltog han i en rad affärer i 1808–1809 års krig men bevistade också fälttåget mot Norge 1814.
Taube var gift med häradshövdingedottern Johanna Fredrika Mesterton och är gravsatt på Kalix gamla kyrkogård.